# Gustave Doré
Paul Gustave Doré (tiếng Pháp: [pɔl ɡystav dɔʁe]; 6 tháng 1, 1832 – 23 tháng 1, 1883) là một họa sĩ, nhà điêu khắc, chạm khắc và đồng thời cũng là người vẽ tranh minh họa Pháp. Hoạt động chủ yếu của ông là chạm khắc gỗ.

## Tiểu sử

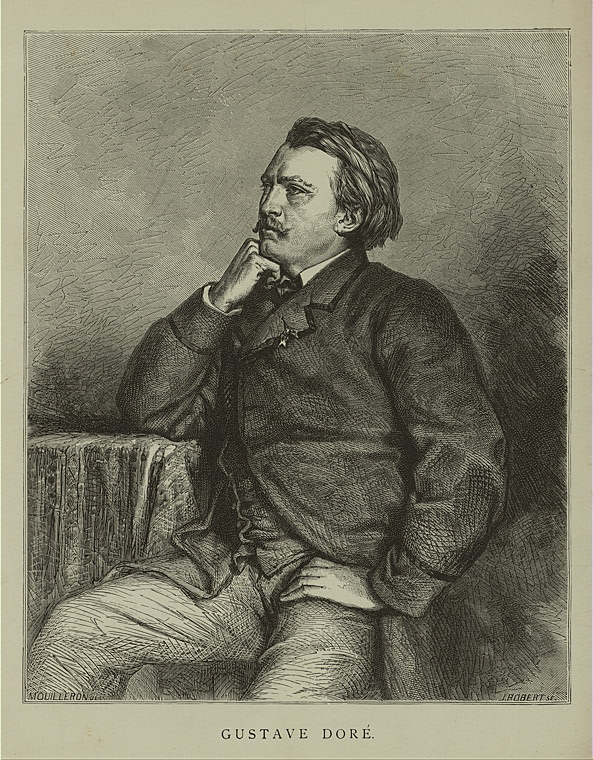
Doré during his career.

Doré được sinh ra tại Strasbourg và tập truyện có hình minh họa đầu tiên của ông được xuất bản khi ông mới 15 tuổi. Tuy nhiên, tài năng của ông đã được bộc lộ từ rất sớm. Ở tuổi lên năm, ông đã là thần đồng gây rắc rối, chuyên bày ra những trò chơi khăm lớn hơn tuổi của mình. Bảy năm sau đó, ông đã tập chạm khắc với xi măng. Khi trở thành một thanh niên, ông làm nghề vẽ minh họa cho các tác phẩm văn học ở Paris, được giao nhiệm vụ mô tả các cảnh trong các cuốn sách của Rabelais, Balzac, Milton và Dante.
Năm 1853, Doré được yêu cầu vẽ minh họa cho các tác phẩm của Lord Byron. Sau đó ông có thêm các hợp đồng với các nhà xuất bản Anh, trong đó có việc vẽ minh họa cho Kinh thánh dịch ra tiếng Anh. Năm 1856, ông đã tạo ra mười hai bản minh họa cỡ folio Huyền thoại người Do Thái Lang thang cho bài thơ ngắn mà Pierre-Jean de Ranger lấy cảm hứng từ một cuốn tiểu thuyết năm 1845 của Eugène Sue.
Vào những năm 1860 ông vẽ minh họa cho bản dịch tiếng Pháp của tác phẩm Don Quixote của Cervantes. Cách ông mô tả ngài hiệp sĩ và người cận vệ Sancho Panza đã trở nên quá nổi tiếng đến mức nó đã ảnh hưởng đến cái nhìn của những độc giả, nghệ sĩ, các đạo diễn phim và sân khấu sau này về ngoại hình của hai nhân vật. Ông cũng chính là người vẽ minh họa cho ấn bản cỡ lớn tập thơ The Raven của Edgar Allan Poe; nhờ tác phẩm này nhà xuất bản Harper & Brothers đã trả cho ông 30.000 franc năm 1883.
Doré tiếp tục minh họa sách cho đến khi ông qua đời tại Paris vì bệnh tật. Mộ ông được chôn ở nghĩa trang Père-Lachaise.

## Tác phẩm
Dưới đây là các tác phẩm của Gustave Doré
- Đại hồng thủy
- Jacob đấu vật với thiên thần - 1855
- The Creation of Light
- Jonah và cá mập
- Phán xét Solomon
- Vứt bỏ Jezebel ra ngoài cửa sổ ở Jezreel
- Minh họa: Orlando Furioso
- Minh họa: Orlando Furioso
- Minh họa: Orlando Furioso
- Minh họa: Paradise Lost
- Mô tả quỷ Satan trong Thiên đường đã mất của John Milton  c. 1866
- Những người chủ thiên đường, c. 1866, minh họa cho Thiên đường đã mất
- Illustration: Death Depicted as the Grim Reaper on Top of the Moon  from "The Raven"
- Doré vẽ minh họa cho một vài chuyện cổ tích, trong đó có Cendrillon (hay cô bé Lọ Lem)
- Don Quixote
- Cô bé quàng khăn đỏ
- Camelot,  minh họa cho Idylls of the King
- Merlin khuyên nhủ vua Arthur, minh họa cho Idylls of the King
- Andromeda
- Người lái đò Charon, trong Thần khúc
- Charon herds the sinners onto his boat, taking them to be judged, from the Divine Comedy
- Mohammed, trong Thần khúc
- Illustration: Dante is accepted as an equal by the great Greek and Roman poets, from the Divine Comedy
- The Tempest of Hell in the Divine Comedy
- La Défense Nationale, tượng đồng, thư viện Rosenberg, Galveston, Texas
- Lần đầu chinh phục núi Matterhorn
- The fatal accident on the first ascent of the Matterhorn in 1865
- Over London by Rail, c. 1870. From London: A Pilgrimage
- Landscape in Scotland, ca. 1878, Walters Art MuseumLandscape in Scotland, ca. 1878, Walters Art Museum
- The council of the rats
- Death on the pale horse, Bible illustration